# Gertrude Coghlan

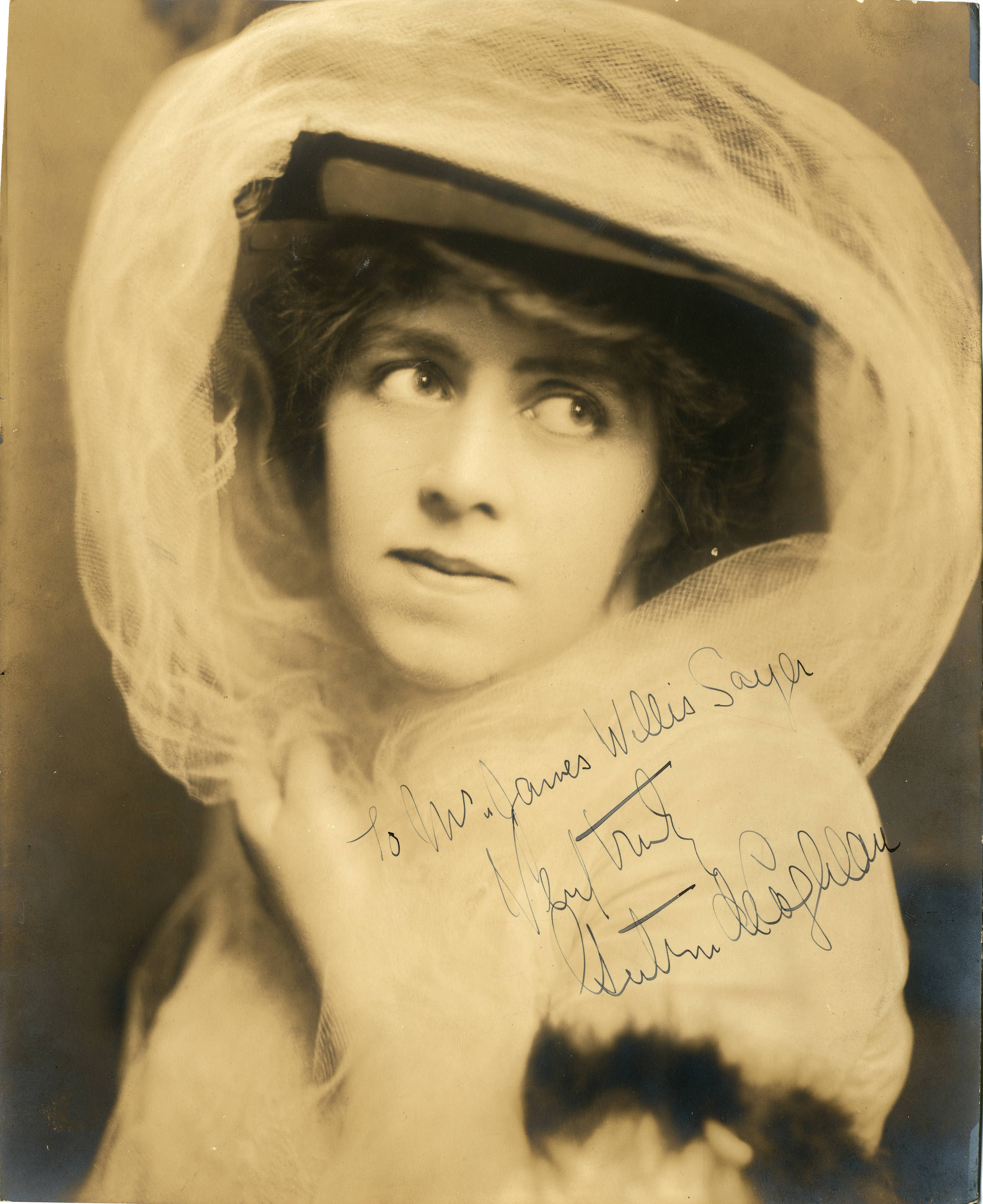
Gertrude Coghlan (1914)

Gertrude Evelyn Coghlan (* 1. Februar 1876 in Hertfordshire; † 11. September 1952 in New York City) war eine britische Schauspielerin.

## Leben
Coughlan wurde am 1. Februar 1876 in Hertfordshire geboren, als Tochter des Schauspielers Charles Francis Coghlan  und seiner Frau Louisa Elizabeth Thorn. Sie war außerdem verwandt mit der Schauspielerin Rose Coghlan, dem Schriftsteller und Schauspieler Charles F. Coghlan und der Bildhauerin Kuhne Beveridge. Coughlan heiratete am 2. Juli 1906 Augustus Pitou  in Allegan, Michigan. Sie starb im Alter von 76 am 11. September in Bayside, einem Stadtteil von New York City.

## Filmografie
- 1914: Die Königsloge (The Royal Box)
- 1914: Her Ladyship
- 1914: The Countess and the Burglar

## Broadway
- The Royal Box (1898) als Juliet
- The Sorceress (1904)
- Once Upon A Time (1905) als Dona Ana
- The Traveling Salesman (1908) als Beth Elliot
- The Noble Spaniard (1909)
- Plumes in the Dust (1936) als Elizabeth Ellet[3]